# Jakub Kucner

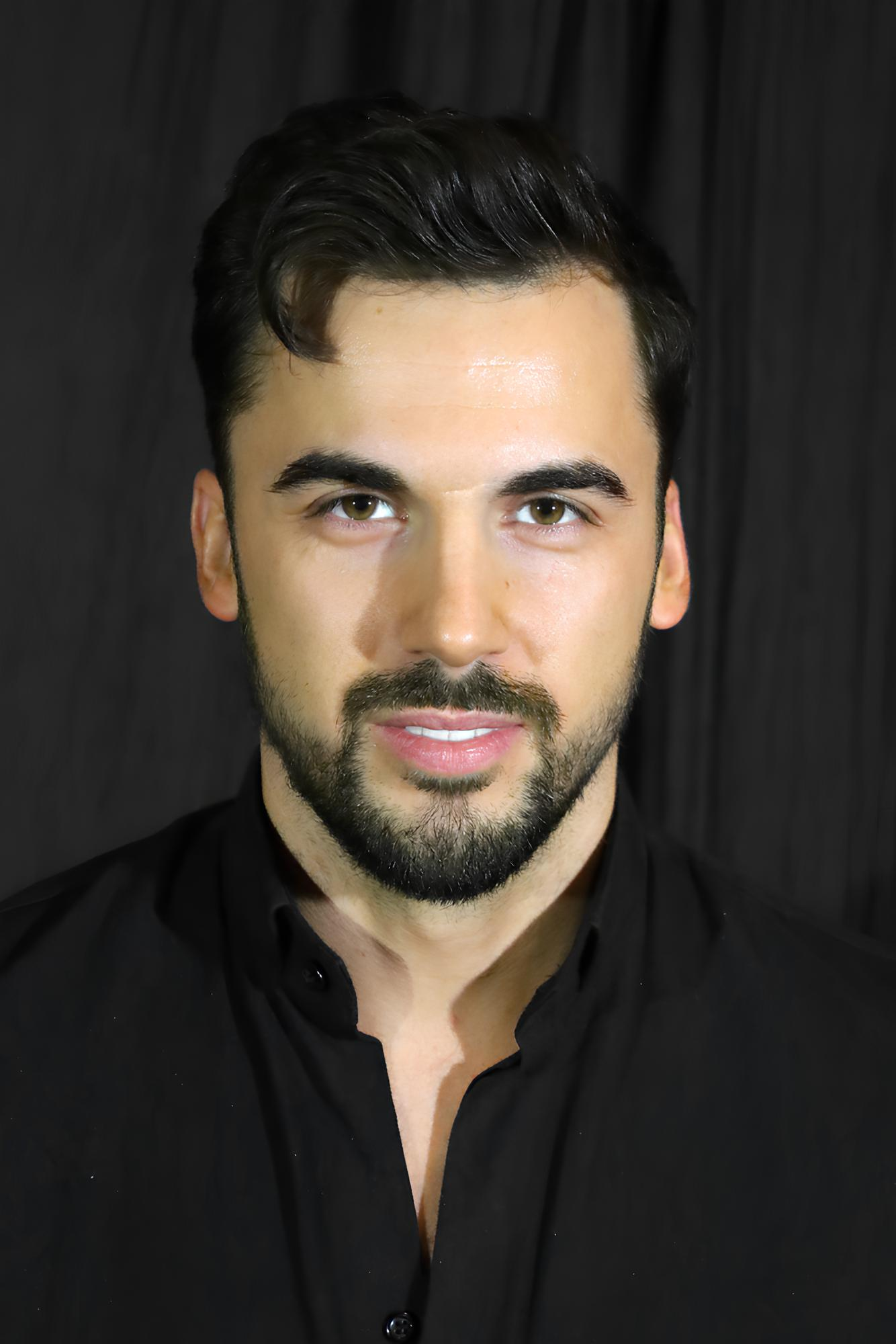
Jakub Kucner em 2022.

Jakub Piotr Kucner (Posnânia, 28 de março de 1988) é um modelo, ator e ativista social polonês,  que se tornou célebre após conquistar o título de Mister Polônia em 2017 e representar o país em duas competições internacionais, conquistando bons resultados. Obteve sucesso interpretando o personagem Rafał Stadnicki na série "M jak miłość", produzida por uma emissora estatal polaca.

## Vida e carreira
Nasceu em 28 de março de 1988 em Posnânia. Quando criança, pensava em trabalhar como bombeiro ou policial. Adulto, trabalhou no departamento de vendas de uma academia desportiva. Formou-se em estudos culturais no Collegium Da Vinci de Posnânia. Depois de um ano, Kucner também foi aceito na escola de atuação. Após se gradaur, seguiu carreira como ator e modelo. Kucner chegou a conciliar os trabalhos de treinador pessoal e ator.
Tentou o título de Mister Polônia em 2015, sem sucesso. Quando foi eleito Mister Polônia na sua segunda tentativa, em 2017, já havia feito alguns trabalhos como ator. Com a projeção obtida pela vitória no concurso e suas boas participações em premiações internacionais, Jakub afirmou que sua carreira foi alavancada. Representando seu país, conquistou a terceira colocação no Mister Global 2018 e a segunda colocação no Mister Supranational 2018, as melhores classificações da Polônia nesses concursos até então, e foi o único europeu presente no Top-3 de ambos. 
| Ano  | Obra                                   | Tipo         | Personagem                             |
| ---- | -------------------------------------- | ------------ | -------------------------------------- |
| 2013 | Barwy szczęścia                        | Série        | Afilhado de Fryderyk                   |
| 2016 | Na sygnale                             | Série        | Ferido                                 |
| 2017 | Lekarze na start                       | Série        | Grzegorz Terlecki                      |
| 2019 | M jak miłość                           | Série        | Rafał Stadnicki                        |
| 2019 | Dancing with stars. Taniec z gwiazdami | Reality show | Ele mesmo, em par com Lenka Klimentova |
| 2020 | M jak miłość                           | Série        | Rafał Stadnicki                        |
| 2021 | Na sygnale                             | Série        | Marcel Sławiński                       |
| 2021 | Basia sama w domu                      | Filme        | Marian                                 |
| 2021 | M jak miłość                           | Série        | Rafał Stadnicki                        |
| 2022 | Pewnego razu na krajowej jedynce       | Série        | Marido de Paulina                      |
| 2022 | M jak miłość                           | Série        | Rafał Stadnicki                        |
| 2023 | M jak miłość                           | Série        | Rafał Stadnicki                        |

## Vida pessoal
Jakub Kucner é um homem cisgênero de 1,83 metros de altura, pele clara, olhos e cabelos castanhos. Praticou remo e futebol durante o ensino médio. Tem uma irmã mais nova, Judyta, com quem mantém boas relações.
De 2015 a 2019 manteve um relacionamento estável com a modelo Karolina Zagozdon, que conheceu durante as audições para o Mister Polônia, por ocasião da primeira tentativa. Kucner e Zagozdon, após uma viagem pela Tunísia, fizeram campanhas humanitárias na Gâmbia e participaram ativamente e com fundos para reformar quatro escolas em Busumbala, no oeste do país, com finalidade de garantir que as crianças tivessem todos os materiais e condições necessárias para a aprendizagem. Juntos, criaram a Fundação "Power Changers", sediada em Varsóvia, que ajuda a combater a pobreza nos países africanos. 
Os dois mantiveram a amizade e continuaram a trabalhar para a fundação após o término do relacionamento.